# Çavuşlu, Uzunköprü
Çavuşlu là một xã thuộc huyện Uzunköprü, tỉnh Edirne, Thổ Nhĩ Kỳ. Dân số thời điểm năm 2011 là 578 người.